# معركة ميلوز
كانت معركة ميلوز (بالألمانية: Mülhausen) ، والتي تسمى أيضًا معركة الألزاس (بالفرنسية: Bataille d'Alsace) ، والتي بدأت في 7 أغسطس 1914 ، و هي الهجوم الأول للحرب العالمية الأولى من قبل الجيش الفرنسي ضد ألمانيا. كانت المعركة جزءًا من محاولة فرنسية لاستعادة مقاطعة ألزاس ، التي تنازلت عنها فرنسا للإمبراطورية الألمانية الجديدة بعد هزيمتها في الحرب الفرنسية البروسية 1870-1871. احتل الفرنسيون ميلوز في 8 أغسطس ثم أجبرهم الألمان على الخروج منها بالهجمات المضادة في 10 أغسطس. تقاعد الفرنسيون في بلفور، حيث أقيل الجنرال لويس بونو ، قائد الفيلق السابع ، إلى جانب قائد فرقة الفرسان الثامنة. أدت الأحداث في الشمال إلى نقل الفيلق الألماني الرابع عشر والخامس عشر بعيدًا عن بلفور ، وبدأ الهجوم الفرنسي الثاني من قبل الفيلق السابع الفرنسي ، الذي تم تعزيزه وإعادة تسميته بالجيش الفرنسي من الألزاس (الجنرال باول باو) ، في 14 أغسطس.
خلال معركة لورين ، الهجوم الفرنسي الرئيسي ، تقدم جيش الألزاس بحذر إلى مقاطعة لورين الحدودية (لورينجين). وصل الفرنسيون إلى المنطقة الواقعة غرب ميلوز بحلول 16 أغسطس وقاتلوا في طريقهم إلى المدينة بحلول 19 أغسطس. تمت ملاحقة الناجين الألمان شرقًا عبر نهر الراين وأخذ الفرنسيون 3000 سجين. بحلول 23 أغسطس ، توقفت الاستعدادات مع وصول أنباء الهزائم الفرنسية في لورين وآردين. في 26 أغسطس ، انسحب الفرنسيون من ميلوز إلى خط أكثر دفاعًا بالقرب من ألتكيرش ، لتوفير تعزيزات للجيوش الفرنسية الأقرب إلى باريس. تم حل جيش الألزاس ، وتم نقل الفيلق السابع إلى منطقة السوم في بيكاردي وتم إلحاق فرقة الفرسان الثامنة بالجيش الأول الفرنسي ، حيث تم إرسال فرقتين لاحقًا. شارك الجيش الألماني السابع في الهجوم المضاد في لورين مع الجيش السادس الألماني وفي أوائل سبتمبر تم نقله إلى أيسن (أن).

## خلفية

### بلجيكا
افترض التخطيط العسكري البلجيكي أنه في حالة حدوث غزو ، فإن القوى الضامنة للحياد البلجيكي ستطرد الغزاة. لم تنظر الدولة البلجيكية إلى فرنسا وبريطانيا كحليفين ، وكانت بلجيكا تهدف فقط إلى حماية استقلالها. قاد الاتفاق الودي البلجيكيين إلى الاعتقاد بأن البريطانيين يعتبرون بلجيكا محمية بريطانية. تم تشكيل هيئة الأركان العامة البلجيكية في عام 1910 ولكن رئيس أركان الجيش ، اللفتنانت جنرال هاري جونبلوث ، تقاعد في 30 يونيو 1912 وتم استبداله فقط في مايو 1914 ، باللفتنانت جنرال أنتونين دي سلييه دي مورانفيل. بدأ التخطيط لتركيز الجيش في وسط البلاد والتقى بمسؤولي السكك الحديدية في 29 يوليو.
كان من المقرر أن يتجمع الجيش الميداني أمام معقل بلجيكا الوطني، على استعداد لمواجهة أي حدود ، في حين تُرك موقع لييج المحصن و موقع نامور المحصن لتأمين الحدود. عند التعبئة ، صرح القائد الأعلى للقوات المسلحة واختار مكان تركيز الجيش. وسط تعطيل خطة إعادة التسلح الجديدة ، سيستفيد الجنود البلجيكيون غير المنظمين وضعيفي التدريب من موقع مركزي لتأخير الاتصال مع الغازي. سيحتاج الجيش أيضًا إلى تحصينات للدفاع ، لكنهم كانوا على الحدود وكانت هناك مدرسة فكرية تريد العودة إلى الانتشار على الحدود ، بما يتماشى مع النظريات الفرنسية للهجوم. أصبحت الخطط البلجيكية تسوية غير مرضية ، حيث تركز الجيش الميداني خلف نهر جيت مع فرقتين إلى الأمام في لييج ونامور. 

### خطة شليفن - مولتك

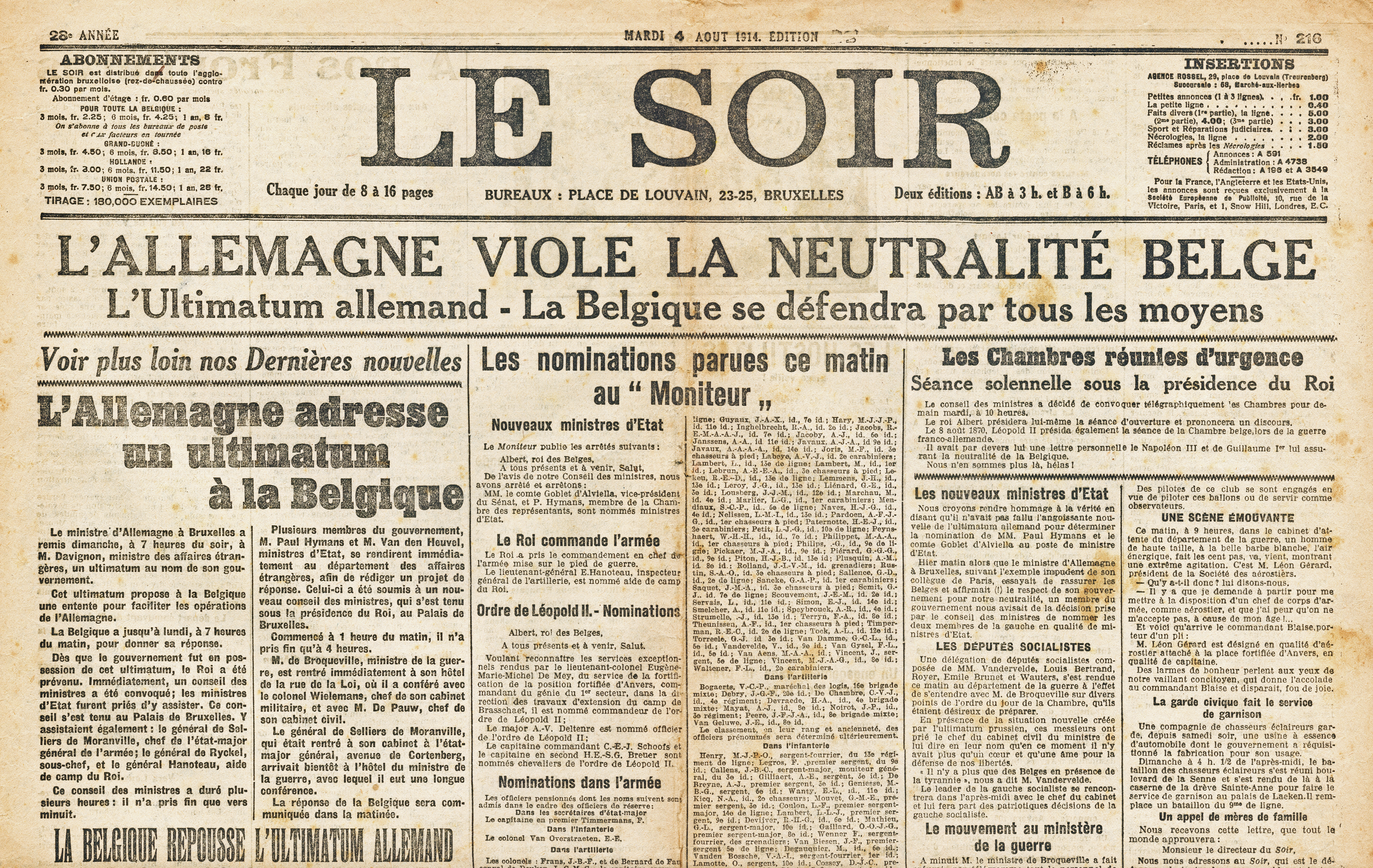
جريدة LE SOIR في 4 أغسطس 1914

أعطت الإستراتيجية الألمانية الأولوية للعمليات الهجومية ضد فرنسا والموقف الدفاعي ضد روسيا منذ عام 1891. تم تحديد التخطيط الألماني من خلال سرعة التعبئة والتركيز وتأثير الزيادة الهائلة في قوة الأسلحة الحديثة. كان من المتوقع أن تكون الهجمات الأمامية مكلفة وطويلة الأمد ، مما يؤدي إلى نجاح محدود ، خاصة بعد أن قام الفرنسيون والروس بتحديث تحصيناتهم على الحدود مع ألمانيا. ألفريد فون شليفن رئيس هيئة الأركان العامة للإمبراطورية الألمانية OHL في الفترة من 1891 إلى 1906 ، ابتكر خطة للتهرب من تحصينات الحدود الفرنسية بشن هجوم على الجناح الشمالي ، والذي سيكون له تفوق عددي محلي ويحصل بسرعة على قرار حاسم و انتصار. بحلول 1898-1899 ، كان الهدف من هذه المناورة هو المرور بسرعة عبر بلجيكا ، بين أنتويرب ونامور وتهديد باريس من الشمال.
خلف هيلموت فون مولتكه الأصغر أركان الجيش الألماني  في عام 1906 وكان أقل يقينًا من أن الفرنسيين سيتوافقون مع الافتراضات الألمانية. يجب أن تصبح الإستراتيجية الألمانية أكثر انتهازية ، وقد قام هيلموت بتعديل الخطط الألمانية ، لجعلها أقل تشددًا ، مما يجعل هجمات عام 1914 هي التحركات الافتتاحية لما كان من المتوقع أن تكون حربًا طويلة دون يقين من النصر. قام هيلموت فون مولتكه بتكييف خطة النشر والتركيز ، لاستيعاب هجوم في المركز أو هجوم من كلا الجانبين ، عن طريق إضافة فرق إلى الجناح الأيسر المقابل للحدود الفرنسية ، من 1700000 رجل في (الجيش الغربي). ستظل القوة الألمانية الرئيسية تتقدم عبر بلجيكا وتهاجم فرنسا من الجنوب ، وستكون الجيوش الفرنسية محاطة من اليسار وتضغط للخلف فوق نهر الميز ، وأيسن ، وسوم ، وواز ، ومارن ، وسين ، لن تكون الجيوش قادرة على الانسحاب إلى وسط فرنسا. سيتم القضاء على الفرنسيين ، أو ستخلق مناورة شمالاً فتجعل النصر في لورين ممكنناً.

### الخطة السابعة عشر
بموجب الخطة السابعة عشر ، كان على جيش وقت السلم الفرنسي أن يشكل خمسة جيوش ميدانية من 2.000.000 رجل ، مع «مجموعات من أقسام الاحتياط» ملحقة بكل جيش ومجموعة من أقسام الاحتياط في كل من الأجنحة المتطرفة. كان على الجيوش أن تتركز مقابل الحدود الألمانية حول إبينال ونانسي وفردان ميزير ، مع وجود جيش في الاحتياط حول سانت مينهولد وكوميرسي. منذ عام 1871 ، أعطى بناء السكك الحديدية لهيئة الأركان العامة الفرنسية ستة عشر خطاً إلى الحدود الألمانية ، مقابل ثلاثة عشر خطاً متاحًا للجيش الألماني ، وكان بإمكان الفرنسيين الانتظار حتى تتضح النوايا الألمانية. كان الهدف من الانتشار الفرنسي أن يكون جاهزًا لهجوم ألماني في لورين أو عبر بلجيكا.كان من المتوقع أن يستخدم الألمان قوات الاحتياط ، لكنهم توقعوا أيضًا أن يتم حشد جيش ألماني كبير على الحدود مع روسيا ، تاركًا الجيش الغربي بقوات كافية فقط للتقدم عبر بلجيكا جنوب نهري ميوز وسامبر. حصلت المخابرات الفرنسية على خريطة لهيئة الأركان العامة الألمانية عام 1905 ، حيث لم تتجه القوات الألمانية إلى الشمال أكثر من نامور وافترضت أن خطط محاصرة الحصون البلجيكية كانت تدبيرًا دفاعيًا ضد الجيش البلجيكي.
هجوم ألماني من جنوب شرق بلجيكا نحو ميزيير وهجوم محتمل من لورين نحو فردان ونانسي وسانت دييه كان ؛ كانت الخطة تطويرًا من الخطة السادسة عشر وقدمت مزيدًا من الأحكام لإمكانية شن هجوم ألماني عبر بلجيكا. كان من المقرر أن تتركز الجيوش الأولى والثانية والثالثة بين إبينال وفردان مقابل الألزاس ولورين ، وكان من المقرر أن يتجمع الجيش الخامس من مونميدي إلى سيدان وميزيير ، وكان من المقرر صد الجيش الرابع غرب فردان ، استعدادًا للتحرك شرقًا للهجوم. الجناح الجنوبي للغزو الألماني عبر بلجيكا أو جنوبًا ضد الجناح الشمالي لهجوم عبر لورين. لم يتم وضع أي بند رسمي للعمليات المشتركة مع قوة المشاة البريطانية (BEF) ، ولكن تم اتخاذ ترتيبات مشتركة ، في عام 1911 ، خلال أزمة أكادير 1911 ، تم إخبار الفرنسيين أنه من المتوقع أن تعمل ستة أقسام حول موبيج.

### إعلانات الحرب
في منتصف ليل 31 يوليو - 1 أغسطس ، أرسلت الحكومة الألمانية إنذارًا نهائيًا إلى روسيا و اعلنت حالة الحرب. خلال النهار ، أمرت الحكومة العثمانية بالتعبئة العسكرية ، وأغلقت بورصة لندن. في 1 أغسطس ، أمرت الحكومة البريطانية بتعبئة البحرية ، وأمرت الحكومة الألمانية بالتعبئة العامة وأعلنت الحرب على روسيا. بدأت الأعمال العدائية على الحدود البولندية ، وأمرت الحكومة الفرنسية بالتعبئة العامة ، وفي اليوم التالي ، أرسلت الحكومة الألمانية إنذارًا نهائيًا إلى بلجيكا ، للمطالبة بالمرور عبر الأراضي البلجيكية ، حيث عبرت القوات الألمانية حدود لوكسمبورغ. بدأت العمليات العسكرية على الحدود الفرنسية ، تعرضت ليباو للقصف بواسطة طراد ألماني خفيف من طراز SMS Augsburg وضمنت الحكومة البريطانية الحماية البحرية للسواحل الفرنسية. في 3 أغسطس ، رفضت الحكومة البلجيكية المطالب الألمانية وضمنت بريطانيا الدعم العسكري لبلجيكا إذا غزتها ألمانيا. أعلنت ألمانيا الحرب على فرنسا ، وأمرت الحكومة البريطانية بالتعبئة العامة وأعلنت إيطاليا الحياد. في 4 أغسطس ، أرسلت الحكومة البريطانية إنذارًا نهائيًا إلى ألمانيا وأعلنت الحرب على ألمانيا في منتصف ليل 4-5 أغسطس ، بتوقيت وسط أوروبا. قطعت بلجيكا العلاقات الدبلوماسية مع ألمانيا ، وأعلنت ألمانيا الحرب على بلجيكا. عبرت القوات الألمانية الحدود البلجيكية وهاجمت لييج.

## مقدمة

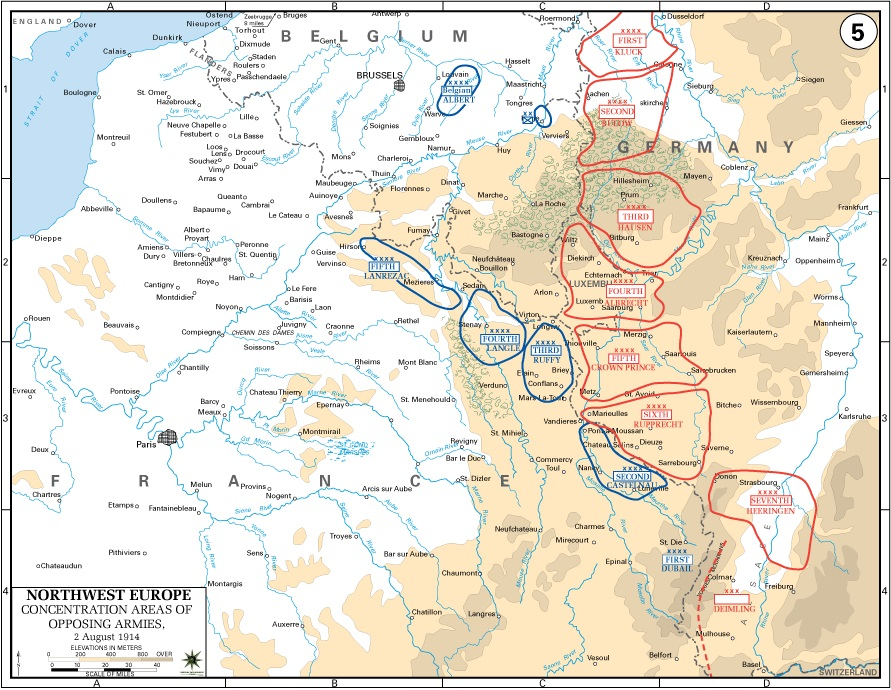
انتشار الجبهة الغربية ، 2 أغسطس 1914

### الاستعدادات الألمانية

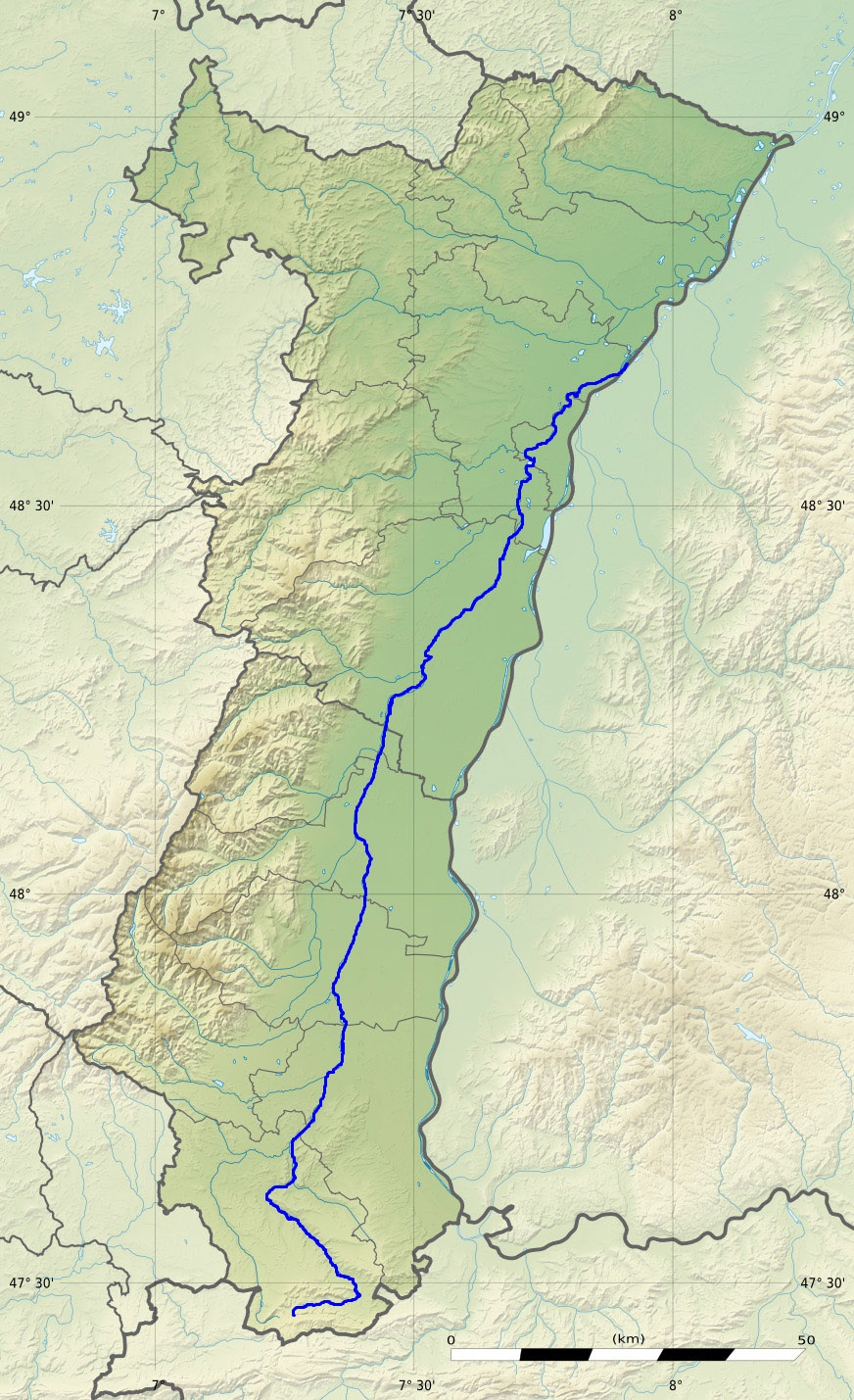
مجرى نهر إيل عبر الألزاس

في عام 1908 ، بدأ هيلموت فون مولتكه في تغيير خطط العمليات على الجناح الأيسر للجيوش الألمانية ضد فرنسا واختار الفيلق الرابع عشر لحماية أعالي الألزاس والعديد من ألوية لاندوير لتأمين أعالي الراين. أضافت الخطط اللاحقة القوات إلى المنطقة بحلول عام 1909 ، كان للجيش السابع ثلاثة فيالق وفيلق احتياطي ، مع فيلقين من ويسيمبورغ إلى سافيرن وستراسبورغ ، وفيلق واحد في الغرب (الضفة اليسرى) من نهر الراين من كولمار إلى ميلوز و فيلق احتياطي على الجانب الشرقي (الضفة اليمنى) من نهر الراين. كان من المقرر أن يتجمع الجيش السادس بين ميتز وساربورج في لورين ، حيث حشد ثمانية فيالق على الجناح الأيسر للجيوش الألمانية في الغرب ، والتي غيرت مع حامية الحصون وقوات لاندوير فكانت نسبة القوات بين الجناحين الأيمن والأيسر من الغرب من 7: 1 إلى 3: 1. أضاف هيلموت فون مولتكه قوات إلى الجناح الأيسر بعد أن خلص إلى أن الهجوم الفرنسي المحتمل على الألزاس ولورين ، وخاصة من بلفور ، أصبح أمرًا مؤكدًا. كان على الجيش السابع أن يهزم هجومًا في الألزاس ويتعاون مع الجيش السادس لهزيمة هجوم في لورين. بعد عام 1910 ، كان على الجيش السابع أن يهاجم مع الجيش السادس باتجاه موزيل أسفل فروارد ومورثي ؛ كما تم توفير نقل القوات إلى الجناح الأيمن للجيوش الألمانية عن طريق حجز القطارات والعربات في المنطقة.
خطة نشر ويستيرالمخصصة للجيش السابع (جوسياس فون هيرنجن) الفيلق الرابع عشر والخامس عشر بجانب الفيلق الاحتياطي الرابع عشر واللواء 60  لاندوير، للانتشار من ستراسبورغ إلى ميلوز وفرايبورغ وقيادة القلاع في ستراسبورغ و نيوف-بريساش. تمت إضافة اللواءين البافاريين الأول والثاني ، اللواء 55 لاندوير ، فوج لاندوير 110 و مدافع الهاوتزر الثقيلة إلى الجيش تحت القيادة المؤقتة لقائد الفيلق الرابع عشر. في عام 1914 ، كان الفيلق الرابع عشر يحرس الحدود السويسرية مع اللواء 58 والفيلق الخامس عشر من دونون إلى رينكوبف ، مع العديد من أفواج المشاة وكتائب ياغر (مشاة) وبعض المدفعية و سلاح الفرسان. تم الانتهاء من التعبئة والنشر من 8 إلى 13 أغسطس ، لكن القوات الألمانية تركزت شمالًا أكثر مما كان متوقعًا ، لتكون جاهزة لمواجهة هجوم فرنسي من بلفور بهجمات مضادة متحدة المركز من الشمال والشرق.

### الاستعدادات الفرنسية
تم حشد الجيش الأول مع الفيلق السابع والثامن والثالث عشر والحادي والعشرون والرابع عشر وفرقة الفرسان السادسة. تم حشد الجيش الأول مع الفيلق السابع والثامن والثالث عشر والحادي والعشرون والرابع عشر وفرقة الفرسان السادسة. تم فصل الفيلق السابع ، مع الفرقتين 14 و 41 ،و لواء من الفرقة الاحتياطية 57 من بلفور وفرقة الفرسان الثامنة ، عن الجيش الأول في 7 أغسطس لعمليات مستقلة في جنوب الألزاس. الهجوم على الألزاس سيبدأ في استرداد المقاطعات المفقودة ويظهر لروسيا أن الجيش الفرنسي كان يقاتل العدو المشترك. أبلغ لويس بونو عن تركيز كبير للقوات الألمانية في المنطقة وأوصى بالتأجيل لكن الجنرال جوزيف جوفري تغلب عليه وأمر ببدء الهجوم. أصدر جوزيف جوفري الأمر العام رقم 1 في 8 أغسطس ، حيث كانت عملية الفيلق السابع لتحديد القوات الألمانية المقابلة وجذب الاحتياطيات بعيدًا عن الهجوم الرئيسي في الشمال.

## المعركة

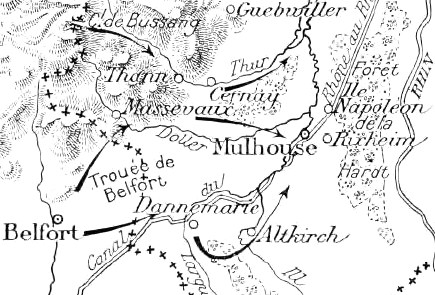
الاستيلاء الفرنسي على ميلوز ، 8 أغسطس 1914

وقعت بعض المناوشات الحدودية بعد إعلان الحرب ووجدت دوريات الاستطلاع الألمانية أن الفرنسيين لديهم سلسلة من النقاط الحدودية ، مدعومة بمواقع محصنة أكبر في الخلف. بعد 5 أغسطس ، تم إرسال المزيد من الدوريات مع تقدم القوات الفرنسية من جيرارميه إلى الممر الجبلي  كول دي لا شلخت ، حيث انسحب الألمان وفجروا النفق. كان جوزيف جوفري قد وجه الجيشين الأول والثاني لخداع أكبر عدد ممكن من الفرق الألمانية لمساعدة القوات الفرنسية في الشمال. و كان الجيشين يتألفوا من الفيلق السابع الفرنسي (الجنرال لويس بونو) مع الفرقة 14 (الجنرال لويس كوري) ، الفرقة 41 (الجنرال بول سوبربي) مع فرقة الفرسان الثامنة (الجنرال لويس أوبير) على الجناح.  تقدم الفرنسيون من بلفور إلى ميلوز وكولمار على بعد 35 كم (22 ميل) إلى الشمال الشرقي لكنهم أعاقهم انهيار خدمة الإمداد والتأخير. استولى الفرنسيون على بلدة ألتكيرش الحدودية على بعد 15 كم (9.3 ميل) جنوب ميلوز بتهمة خسارة 100 رجل قتلوا.
في 8 أغسطس ، واصل لويس بونو التقدم بحذر واحتلال ميلوز ، بعد فترة وجيزة من تراجع لواء المشاة 58 الألماني. فضل قائد الجيش الأول ، الجنرال أوغستين دبييل ، الحفر وانتظار انتهاء التعبئة ، لكن الجنرال جوزيف جوفري أمر بمواصلة التقدم. في الصباح الباكر من يوم 9 أغسطس ، وصلت أجزاء من الفيلق الرابع عشر والخامس عشر للجيش السابع الألماني من ستراسبورغ وهاجموا سيرني. خرجت قوات المشاة الألمانية من غابة هاردت وتقدمت إلى الجانب الشرقي من المدينة. فشل الاتصال على كلا الجانبين وخاض كلاهما إجراءات منعزلة ، وشن الألمان هجمات أمامية مكلفة. مع حلول الليل ، أطلقت القوات الألمانية في ضاحية ريكسهايم شرق ميلوز النار بعنف ، مما أدى إلى إهدار كميات هائلة من الذخيرة وإطلاق النار من حين لآخر على بعضهم البعض ، مما أدى إلى مقتل 42 رجلاً وإصابة 163 وفقد 223. سيطر الألمان على ميلوز في 10 أغسطس وانسحب لويس بونو نحو بلفور. في الشمال ، شن الفيلق الفرنسي الحادي والعشرون هجمات على الممرات الجبلية وأجبروا على العودة الي بادونفيلر و لاغارد ، حيث استولى الجيش السادس الألماني على 2500 سجين فرنسي وثماني بنادق ؛ و تم اتهام المدنيون بمهاجمة القوات الألمانية و أن الألمان تعرضوا لأعمال انتقامية.

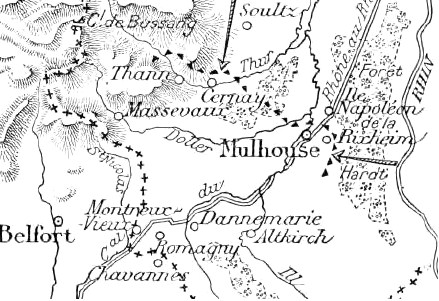
هجوم مضاد ألماني ، ميلوز ، 9 أغسطس 1914

وضع الجنرال جوزيف جوفري , العقيد باول باو في قيادة جيش جديد من الألزاس وأقال لويس بونو. تم تعزيز الجيش الجديد بالفرقة 44 ، وفرقة الاحتياط 55 ، وفرقة الفرسان الثامنة والمجموعة الأولى من فرق الاحتياط (فرق الاحتياط 58 و 63 و 66) ، لإعادة غزو الألزاس في 14 أغسطس كجزء من الهجوم الأكبر بواسطة الجيش الأول والجيش الثاني في لورين. خطط الفيلد مارشال روپريتشت من بافاريا لنقل فيلقين من الجيش السابع الألماني نحو ساريبورغ و ستراسبورغ ؛ اعترض جوسياس فون هيرنجن لأن الفرنسيين لم يهزموا بشكل حاسم ولكن تم نقل معظم الجيش السابع شمالًا. بدأ جيش الألزاس هجومه الجديد.
خاض لاندويرعملية تأخير حيث تقدم الفرنسيون من بلفور مع فرقتين على اليمين مرورا بـ دانيماري على رأس وادي نهر إيل. على الجانب الأيسر ، تقدمت فرقتان مع كتائب القنص (كتائب سلاح الفرسان الخفيف)، التي انتقلت إلى وادي فيخت في 12 أغسطس. في مساء يوم 14 أغسطس ، تم الإستيلاء على بلدية ثان. مرت القوات الأكثر تقدمًا إلى ما وراء ضواحي سيرناي و الضواحي دانيماري الغربية للمدينة بحلول 16 أغسطس. في 18 أغسطس ، هاجم الفيلق السابع الفرنسي مدينة ميلوز واستولى على ألتكيرش على الجانب الجنوبي الشرقي بينما تقدم الجناح الشمالي نحو كولمار ونيوف-بريساش.

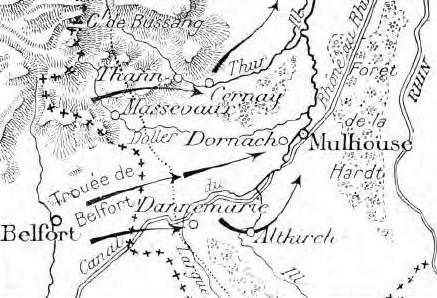
الاستيلاء الفرنسي الثاني على ميلوز ، 18 أغسطس 1914

تم إجبار الألمان على العودة من أرض مرتفعة غرب ميلوز على ضفتي نهر دولر (جزء من نهر إيل) وفي ضواحي ميلوز، حيث وقعت معركة من منزل إلى منزل. تم الاستيلاء على شوارع ومنازل دورناخ بشكل منهجي وبحلول مساء يوم 19 أغسطس ، سيطر الفرنسيون مرة أخرى على المدينة. (أصيب قائد الفرقة 88 الفرنسية ، الجنرال لويس فيكتور بليسير ، بجروح قاتلة في معركة زيليشيم). بعد اجتياح الفرنسيون، انسحب الألمان على سريعاً عبر غابة هاردت لتجنب انقطاع الاتصال وعبور نهر الراين الذي يزحف له الفرنسيون ، وتراجعوا إلى أنسيشيم ، على بعد 20 كم (12 ميل) إلى الشمال. استولى الفرنسيون على 24 بندقية و 3000 سجين وكميات كبيرة من المعدات.
مع الاستيلاء الفرنسي على نهر الراين و الجسور والوديان المؤدية إلى السهل ، سيطر الفرنسيون على أعالي الألزاس. عزز الفرنسيون الأرض التي تم الاستيلاء عليها واستعدوا لمواصلة الهجوم ، لكن الجيش الألماني السابع ترك الحرية لتهديد الجناح الأيمن للجيش الأول الفرنسي ، الذي نقل القوات إلى الجناح الأيمن. في 23 أغسطس ، تم تعليق الاستعدادات مع وصول أخبار الهزائم الفرنسية في لورين وبلجيكا وفي اليوم التالي ، أُمر الفيلق السابع بالانتقال إلى السوم. في 26 أغسطس ، انسحب الفرنسيون من ميلوز إلى خط أكثر دفاعًا بالقرب من ألتكيرش ، لتوفير تعزيزات للجيوش الفرنسية الأقرب إلى باريس وأعاد لواء 55 لاندوير احتلال المدينة. تم حل جيش الألزاس وتم إلحاق فرقة الفرسان الثامنة بالجيش الأول الفرنسي ، وتم إرسال فرقتين في وقت لاحق لميلوز.

## ما بعد المعركة

### التحليلات
واجهت القوات في الغزو الفرنسي الأول للحرب مدى قوة النيران الألمانية وعواقب بعض العيوب في الجيش الفرنسي ، الذي كان لديه فائض من القادة المسنين ، ونقص في ضباط الفوج وقصور في إمدادات الخرائط و الذكاء. على الرغم من التعليمات التكتيكية التي تؤكد على عمليات الأسلحة المشتركة وأهمية القوة النارية ، كان سلاح الفرسان والمشاة مدربين تدريباً سيئاً وهاجموا بسرعة ، مع القليل من البراعة التكتيكية. تم تحويل الفيلق الألماني الرابع عشر والخامس عشر من مناطق تركيزهم وبحلول 13 أغسطس ، أصبحوا منهكين وغير منظمين بسبب المعركة. هؤلاء المواطنون من الألزاس الذين احتفلوا بشكل غير حكيم بظهور الجيش الفرنسي ، تُركوا لمواجهة الانتقام الألماني.
تم حل جيش الألزاس في 26 أغسطس وتم توزيع العديد من وحداته على الجيوش الفرنسية المتبقية. في منشور عام 2009 ، كتب هولغر هيرويغ أن الهجمات الفرنسية على ميلوز قد قاتلوا في المكان الخطأ (الجنوب) لسبب خاطئ و هو (الهيبة). أراد جوزيف جوفري فقط قواته تتمركز في الجنوب وأراد الألمان نفس الشيء لكن ضباب الحرب الذي وصفه كلاوزفيتز قد هبط. في ترجمته المحررة لعام 2014 لـ معركة لورين وجبال الفوج عام 1914 بواسطة كارل ديورنجر (1929) و كتب تيرينس زوبر أن التاريخ الرسمي الفرنسي ركز على تشكيلات ليست أصغر من الفيلق ، وأن سجلات الجيش للعمليات قليلة ، وتاريخ الفوج من قيمة محدودة وليس هناك دراسات.

### الإصابات و الخسائر
المعلومات عن الضحايا أثناء القتال حول ميلوز غير مكتملة ولكن خلال التقدم الفرنسي الأول ، قُتل 100 رجل في الاستيلاء على ألتكيرش. في عام 2009 ، كتب هولغر هيرويغ أنه في 10 أغسطس ، عانى فوج المشاة الألماني 112 من مقتل 42 رجلاً وجرح 163 وفقد 223 خلال الهجوم المضاد على ميلوز. أسفر القتال في 19 أغسطس عن خسائر ألمانية شديدة ، حيث تم تخفيض فرقة واحدة من 250 رجلاً إلى ستة عشر. ومن المعروف أيضًا أن 2500 جندي فرنسي و 3000 جندي ألماني قد أسروا في منطقة ميلوز.